# Leuctra vinconi
Leuctra vinconi is een steenvlieg uit de familie naaldsteenvliegen (Leuctridae). De wetenschappelijke naam van de soort is voor het eerst geldig gepubliceerd in 1993 door Ravizza & Ravizza-Dematteis.